# Ванда Міхалевська
Ванда Гелена Міхалевська (пол. Wanda Helena Michalewska) (25 травня 1906 — †3 березня 1986, Варшава) — польська дипломатка. Генеральний консул Польської Народної Республіки у Києві (1957–1965).

## Біографія
У 1921 році, Ванда вступила до комсомолу. Вона навчалася на юридичному факультеті Білоруського державного університету. У Мінську працювала в райкомі комсомолу. У 1928–1936 рр. — перебувала в ув'язненні в Білостоці. Була секретарем Комуністичної Спілки молоді та членом виконавчої ОК комсомолу в Барановичах.
Під час Другої світової війни була активістом Союзу польських патріотів в Оренбурзі. У 1944 році вона повернулася до Польщі, вступивши до Польської робітничої партії, почала дипломатичну кар'єру. У 1946–1953 роках обіймала посаду першого секретаря в посольстві Польщі в СРСР, в комітеті з культурного співробітництва із зарубіжними країнами. З 1957 до 1965 року була генеральним консулом ПНР в Києві. Після повернення до Польщі, працювала в Товаристві радянсько-польської дружби.

## Нагороди та відзнаки
- Орден Відродження Польщі,
- медаль до 10-річчя Польської Народної Республіки,
- Золотий Знак Пошани ім. Янек Красицького.